# Raman Pjatrušėnka
Raman Ivanavič Pjatrušėnka (in bielorusso Раман Іванавіч Пятрушэнка?; Kalinkavičy, 25 dicembre 1980) è un canoista bielorusso.
Ha vinto la medaglia di bronzo nel K2 500 m alle Olimpiadi di Atene 2004 in coppia con Vadzim Makhneu.

## Palmarès
- Olimpiadi

Atene 2004: bronzo nel K2 500 m.
Pechino 2008: oro nel K4 1000 m e bronzo nel K2 500 m.
Londra 2012: argento nel K2 200 m.
- Mondiali

Siviglia 2002: argento nel K4 500 m.
Gainesville 2003: argento nel K2 500 m.
Seghedino 2005: oro nel K4 500 m e bronzo nel K4 200 m.
Seghedino 2006: bronzo nel K4 1000 m.
Duisburg 2007: oro nel K2 200 m e argento nel K2 500 m.
Dartmouth 2009: oro nel K2 200 m, K4 200 m, K2 500 m e K4 1000 m.
Poznań 2010: oro nel K2 500 m e argento nel K4 1000 m.
Seghedino 2011: bronzo nel K2 200 m.
Račice 2017: bronzo nel K2 200m.
- Campionati europei di canoa/kayak sprint

Milano 2001: bronzo nel K4 500m e K4 1000m.
Poznań 2004: argento nel K4 500m.
Poznań 2005: oro nel K4 500m.
Račice 2006: oro nel K4 200m, argento nel K4 1000m e bronzo nel K2 500m.
Pontevedra 2007: oro nel K2 200m, argento nel K2 500m e nel K4 200m.
Milano 2008: oro nel K2 200m e K4 200m, bronzo nel K4 500m.
Brandeburgo 2009: oro nel K2 500m, K4 200m e K4 1000m, argento nel K2 200m.
Trasona 2010: oro nel K2 500m.
Belgrado 2011: oro nel K2 500m e argento nel K2 200m.
Zagabria 2012: bronzo nel K2 500m.
Brandeburgo 2014: bronzo nel K2 500m.
Račice 2015: argento nel K2 1000m e bronzo nel K2 500m.
Mosca 2016: bronzo nel K2 500m.
Plovdiv 2017: bronzo nel K4 500m.
Belgrado 2018: oro nel K4 1000m.